# لاکهید ایکس‌سی-۳۵
لاکهید ایکس‌سی-۳۵ (به انگلیسی: Lockheed XC-35) یک هواگرد ساختِ کارخانهٔ لاکهید کورپوریشن در کشور ایالات متحده آمریکا است . نخستین استفاده‌کنندهٔ این هواگرد تفنگداران هوایی ارتش ایالات متحده آمریکا بوده‌است. این هواگرد برای نخستین بار در ۹ مه ۱۹۳۷ میلادی مورد استفاده قرار گرفت.